# (85) Io
(85) Io es un asteroide que forma parte del cinturón de asteroides y fue descubierto por Christian Heinrich Friedrich Peters desde el observatorio Litchfield de Clinton, Estados Unidos, el 19 de septiembre de 1865.
Se nombró por Io, un personaje de la mitología griega.

## Características orbitales
Io orbita a una distancia media del Sol de 2,653 ua, pudiendo alejarse hasta 3,166 ua. Tiene una excentricidad de 0,1935 y una inclinación orbital de 11,96°. Emplea en completar una órbita alrededor del Sol 1579 días.